# Texto enriquecido
El texto enriquecido es un formato de archivo de texto formateado para correo electrónico, definido por el IETF en RFC 1896 y asociado con el código MIME text/enriched. "Pretende facilitar la mayor interoperatividad del texto simple enriquecido entre una gran variedad de plataformas de software y hardware". En 2012, el texto enriquecido casi no se usa en correo electrónico, mientras que el correo HTML es usado ampliamente[cita requerida]. Algunos ven al texto enriquecido o, al menos al subconjunto de HTML que se transforma en este, como un formato superior para correo electrónico (mayoritariamente por motivos de seguridad).
Un predecesor de este tipo MIME se llamaba text/richtext en RFC 1341 y RFC 1521. Ninguno de los dos debe confundirse con Rich Text Format (tipo MIME text/rtf o application/rtf), que son especificaciones sin relación, desarrolladas por Microsoft.
Un solo retorno de carro en el texto enriquecido se trata como un espacio. El formato de los comandos es el de SGML y HTML. Deben estar balanceados y unos dentro de otros.